# Выше-Солёненский сельский совет
 Вы́ше-Солёненский либо Вышесолёновский либо Высшесолёновский се́льский сове́т — входил до 2020 года в состав Боровского района Харьковской области Украины.
Административный центр сельского совета находился в селе Высшее (Выше) Солёное.

## История
- После освобождения Боровского района Красной армией от нацистской оккупации данный сельский Совет депутатов трудящихся возобновил свою деятельность в феврале-марте 1943 года.
- До 17 июля 2020 совет относился к Боровскому району, с этой даты - к Изюмскому району Харьковской области.
- После 17 июля 2020 года в рамках административно-территориальной «реформы» по новому делению Харьковской области[7][8] данный сельский совет, как и весь Боровской район Харьковской области, был упразднён; входящие в него населённые пункты и его территории присоединены к Боровской(?) территориальной общине Изюмского района(?)

## Населённые пункты совета
- село Высшее Солёное[5] (Вы́ше Солёное)[3][3][9][10][11].
- село Нижнее Солёное[5] (Ни́же Солёное)[12][13].